# سسک چشم‌سفید شرقی
سسک چشم‌سفید شرقی (نام علمی: Sylvia hortensis crassirostris) نام یک زیرگونه از سرده سسک‌های نمادین است.